# The Opry House
The Opry House è il quinto cortometraggio di Topolino del 28 marzo 1929. 
Il corto ha come protagonista Topolino, qui nelle vesti di proprietario di un piccolo teatro (o teatro dell'opera secondo il titolo). 
Topolino esegue uno spettacolo di vaudeville da solo. Gli atti del suo show includono l'imitazione di un incantatore di serpenti, un'esibizione en travesti, l'esecuzione di una danza del ventre, la caricatura di un ebreo chassidico e, per il finale, un'esibizione al pianoforte. 
Presenta per la prima volta i suoi iconici guanti, anche se appaiono solo alla fine.

## Trama
Topolino sta spazzando davanti ad un teatro. Improvvisamente arriva un grasso maiale a groppa di un cavallo. Questo tenta di entrare nel teatro ma accidentalmente schiaccia Topolino con il sedere. Intanto dentro, una banda musicale aveva già incominciato a suonare. Nel primo spettacolo Topolino faceva alcuni movimenti del bacino mentre nel secondo fece un'estenuante esibizione con il pianoforte.

## Produzione
The Opry House è stato il quinto cartone animato di Topolino distribuito dalla The Walt Disney Company. Appare in bianco e nero e l'audio è stato registrato usando il sistema cinephone di Pat Powers. Fu animato principalmente da Ub Iwerks, il primo impiegato di Walt Disney che in seguito divenne noto come "Disney Legend".
Il cortometraggio divenne il cortometraggio Disney più costoso all'inizio, con un costo negativo di quasi 2500 $ in più rispetto al precedente Steamboat Willie prodotto solo un anno prima. Questo corto è un primo esempio di come i cortometraggi animati dello studio Disney siano diventati più sofisticati dei precedenti. Il cortometraggio mostra animazioni più realistiche. I primi cartoni Disney, come Steamboat Willie stesso, mostrano molte somiglianze con i cartoni Oswald il coniglio fortunato che li ha preceduti. Tuttavia, mentre Topolino si è evoluto dall'era del cinema muto, i cartoni animati sono diventati più intricati. Topolino ha iniziato a interagire nel suo spazio nel suo mondo dei cartoni animati per creare un'atmosfera più realistica.
Lo stesso Walt Disney rafforza questa idea: ''I nostri personaggi stavano iniziando ad agire e comportarsi come persone reali. Per questo motivo potremmo iniziare a dare un senso e un fascino autentici alla nostra caratterizzazione. Dopotutto non puoi aspettarti il fascino dei bastoncini animati ed è quello che Topolino era nelle sue prime immagini ”.

## Colonna sonora
Il cortometraggio basa tutta la sua azione sulla colonna sonora, che in questo caso attinge molto al repertorio classico. 
Sono inclusi i seguenti brani:
- Yankee Doodle
- Preludio in do diesis minore – Sergej Rachmaninoff
- Il preludio della Carmen – Georges Bizet
- Chusen kala Mazel Tov (brano della tradizione Klezmer)
- Rapsodia. Ungherese n.2– Franz List

## Curiosità
Il cartone piacque molto al compositore Sergej Rachmaninov, che inoltre lodò Topolino per aver ''suonato'' il suo Preludio in maniera perfetta, che incontrò personalmente Disney nel 1942 insieme al pianista Vladimir Horowitz per parlare anche del cartone stesso e considerando a Disney stesso: ''Ho sentito il mio pezzo fatto meravigliosamente da alcuni dei migliori pianisti ed assassinato crudelmente dai dilettanti, ma non sono mai stato più commosso che dall'esibizione del grande maestro Topolino.''
Questo è il primo cortometraggio in cui Topolino indossa i suoi guanti, anche se appaiono soltanto nella seconda parte del film. È anche il primo cortometraggio di Topolino in cui non è presente Minnie.